# 丹維爾 (愛荷華州)
丹維爾（英語：Danville）是一個位於美國愛荷華州德梅因縣的城市。

## 地理
丹維爾的座標為40°51′50″N 91°18′57″W / 40.86389°N 91.31583°W，而該地的平均海拔高度為220米（即7222英尺）。

## 人口
根據2010年美國人口普查的數據，丹維爾的面積為1.97平方千米，當中陸地面積為1.97平方千米，而水域面積為0.00平方千米。當地共有人口934人，而人口密度為每平方千米474人。